# Khayriyeh
Khayriyeh (tiếng Ả Rập: خيرية) là một ngôi làng Syria nằm ở Sinjar Nahiyah ở huyện Maarrat al-Nu'man, Idlib. Theo Cục Thống kê Trung ương Syria (CBS), Khayriyeh có dân số là 323 trong cuộc điều tra dân số năm 2004.